# Nowaja Czigła
Nowaja Czigła (ros. Новая Чигла) – wieś w Rosji, w obwodzie woroneskim, w rejonie tałowskim. W 2010 liczyła 2474 mieszkańców.

## Urodzeni
- Pawieł Czerenkow – radziecki fizyk, noblista.